# Пенетрометр
Пенетрометр (рос. пенетрометр, англ. penetrometer, нім. Penetrometer n) — прилад, яким визначають консистенцію малярних фарб, жирів, бітуму та ін. матеріалів, вимірюючи глибину проникнення в них стандартної голки. В гірничій справі пенетрометр застосовують для різноманітних дослідницьких цілей, наприклад, для вимірювання консистенції вуглемасляного грануляту (концентрату процесу масляної агрегації вугілля), характеристик зв'язуючих речовин, які застосовуються при брикетуванні, визначення характеристик ґрунту, в тому числі ґрунту дна моря тощо.